# 豊川駅 (大阪府)
豊川駅（とよかわえき）は、大阪府茨木市豊川四丁目にある大阪モノレール彩都線の駅である。駅番号は53。

## 歴史
- 2005年（平成17年）4月22日：駅名を豊川駅に決定。
- 2007年（平成19年）3月19日：開業[1]。
- 2022年（令和4年）10月22日：可動式ホーム柵の使用を開始[2]。

## 駅構造
島式ホーム1面2線。改札口は2階、プラットホームは3階。プラットホームは4両編成分しかないが、延長に備え南側に旧西国街道を越えるプラットホーム用の橋桁があらかじめ架設されている。階段やエレベーターは駅舎の東側にある駅前広場側にしか設置されておらず、西側からは改札口に出入りできない。
駅舎の意匠は、大阪モノレールの一般的な駅や彩都西駅とはやや異なり、ベージュを基調とした独自のものとなっている。車両との段差のないプラットホームや、温水洗浄便座を備えた多目的トイレの設置などは、同日に開業した彩都西駅と同様である。
駅は清水交差点を越える清水高架橋と一体で整備され、駅の真下を南方向へ向かう車線が通っている。ただし、高架橋の完成は2011年7月までずれ込んだ。

### のりば

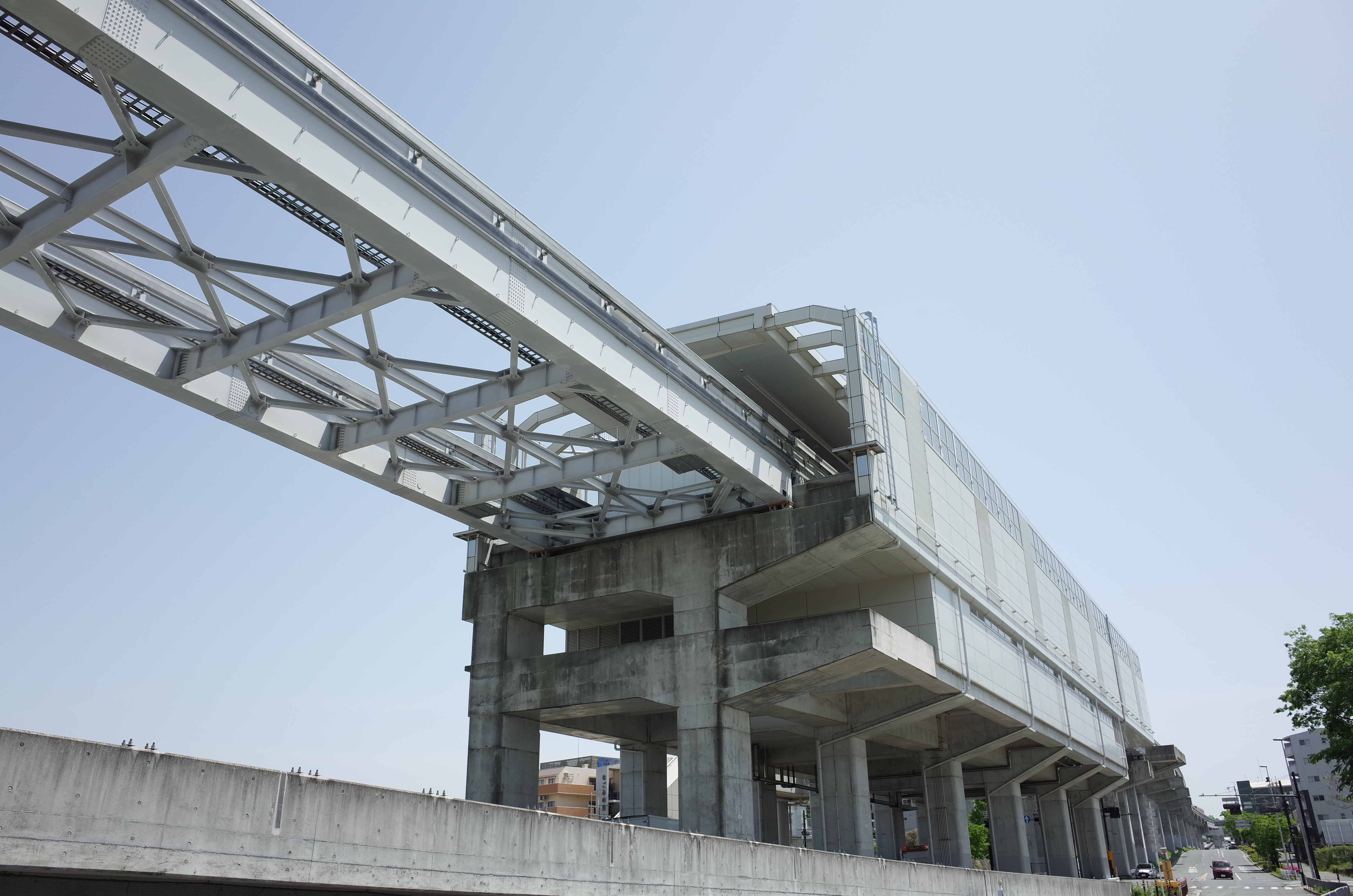
彩都西駅側から阪大病院前駅方向へ仰ぎ見た豊川駅（2022年4月）

| ホーム | 路線    | 行先             | 備考           |
| ------ | ------- | ---------------- | -------------- |
| 1      | ■彩都線 | 彩都西行き       |                |
| 2      | ■彩都線 | 万博記念公園方面 | 一部は本線直通 |

## 利用状況
2022年（令和4年）次の1日平均乗降人員は2,716人（乗車人員：1,381人、降車人員：1,335人）で、大阪モノレールの駅全18駅中17位。
開業後の各年次・各年度の利用状況は下表の通り。
| 年度/年次          | 各年次   | 各年次   | 各年次   | 各年度・年間（単位：千人） | 各年度・年間（単位：千人） | 各年度 乗車人員 | 出典          | 出典          | 出典             |
| 年度/年次          | 乗降人員 | 乗車人員 | 降車人員 | 乗車人員                   | 降車人員                   | 各年度 乗車人員 | 府            | 市            | モノレール       |
| ------------------ | -------- | -------- | -------- | -------------------------- | -------------------------- | --------------- | ------------- | ------------- | ---------------- |
| 2006年（平成18年） | 1,366    | 542      | 824      | -                          | -                          | -               | [ 大阪府 1 ]  | -             | -                |
| 2007年（平成19年） | 1,392    | 739      | 653      | -                          | -                          | -               | [ 大阪府 2 ]  | -             | -                |
| 2008年（平成20年） | 1,740    | 936      | 804      | 354                        | 301                        | -               | [ 大阪府 3 ]  | [ 茨木市 1 ]  | -                |
| 2009年（平成21年） | 1,867    | 1,015    | 852      | 377                        | 316                        | -               | [ 大阪府 4 ]  | [ 茨木市 1 ]  | -                |
| 2010年（平成22年） | 1,970    | 1,082    | 888      | 400                        | 329                        | -               | [ 大阪府 5 ]  | [ 茨木市 1 ]  | -                |
| 2011年（平成23年） | 2,105    | 1,149    | 956      | 427                        | 354                        | -               | [ 大阪府 6 ]  | [ 茨木市 1 ]  | -                |
| 2012年（平成24年） | 2,276    | 1,240    | 1,036    | 453                        | 378                        | -               | [ 大阪府 7 ]  | [ 茨木市 1 ]  | -                |
| 2013年（平成25年） | 2,446    | 1,270    | 1,176    | 482                        | 460                        | -               | [ 大阪府 8 ]  | [ 茨木市 2 ]  | -                |
| 2014年（平成26年） | 2,846    | 1,449    | 1,397    | 538                        | 520                        | -               | [ 大阪府 9 ]  | [ 茨木市 3 ]  | -                |
| 2015年（平成27年） | 3,076    | 1,567    | 1,509    | 572                        | 551                        | -               | [ 大阪府 10 ] | [ 茨木市 4 ]  | -                |
| 2016年（平成28年） | 3,240    | 1,648    | 1,592    | 596                        | 579                        | -               | [ 大阪府 11 ] | [ 茨木市 5 ]  | -                |
| 2017年（平成29年） | 3,222    | 1,634    | 1,588    | 596                        | 580                        | -               | [ 大阪府 12 ] | [ 茨木市 6 ]  | -                |
| 2018年（平成30年） | 3,097    | 1,567    | 1,530    | 565                        | 552                        | -               | [ 大阪府 13 ] | [ 茨木市 7 ]  | -                |
| 2019年（令和元年） | 3,033    | 1,542    | 1,491    | 552                        | 533                        | -               | [ 大阪府 14 ] | [ 茨木市 8 ]  | -                |
| 2020年（令和02年） | 2,488    | 1,266    | 1,222    | 454                        | 438                        | -               | [ 大阪府 15 ] | [ 茨木市 9 ]  | -                |
| 2021年（令和03年） | 2,570    | 1,308    | 1,262    | 475                        | 459                        | 1,301           | [ 大阪府 16 ] | [ 茨木市 10 ] | [ モノレール 1 ] |
| 2022年（令和04年） | 2,716    | 1,381    | 1,335    | 517                        | 500                        | 1,417           | [ 大阪府 17 ] | [ 茨木市 11 ] | [ モノレール 2 ] |

## 駅周辺
国道171号（東西方向）と大阪府道1号茨木摂津線（都市計画道路茨木箕面丘陵線）（南北方向）が交わる「清水交差点」の南側に位置する。同交差点の南西角にニトリ 茨木北店があり、その西隣に扶桑精工大阪工場がある。
- 佐川急便 千里店
- 旧西国街道
- 彩都天然温泉「すみれの湯」
- 関西スーパー 小野原店

## バス路線
駅の東側には駅前広場が作られており、開業から3ヶ月後の2007年6月27日に「豊川駅」停留所が新設され、阪急バスが乗り入れている。
駅のすぐ北側の国道171号上には「国道豊川」停留所もあり、茨木市中心部へは日中1時間に4本、箕面市内・阪急石橋阪大前駅方面へは日中1時間に3本程度発着し、豊川駅停留所より充実している。ただしこちらは当駅との接続停留所としては扱われていない。
- 小野原東線176系統：千里中央行き（小野原東・小野原南・阪大口・金蘭会学園前・阪急北千里駅・東町三丁目経由）
  - 新設時より乗入れ。ただし本数があまり多くなく、日中は約1〜2時間おきに運転されている。
  - 2017年8月8日から2021年12月17日まで茨木彩都線95系統：彩都西駅行きが経由していた。現在は上記の国道豊川を利用。

## その他
日本語での案内放送における駅名の発音は、現在の音声合成装置導入以前の阪急バスと同様に「とよかわ」と「と」にアクセントが置かれており、愛知県の豊川駅の「とよかわ」とは異なる。ただし、英語の案内は愛知県の駅と同様で「とよかわ」に近い。
鉄道むすめの登場人物である豊川まどかの名前の由来になっている。2025年1月27日～2月28日まで開催された鉄道むすめ20周年記念キャラクター総選挙にて豊川まどかが10077票を獲得し1位となった

## 隣の駅
大阪モノレール
■彩都線
阪大病院前駅 (52) - 豊川駅 (53) - 彩都西駅 (54)

### 利用状況
1. ↑  大阪府統計年鑑 - 大阪府
2. ↑  茨木市統計書 - 茨木市

#### 大阪モノレール
1. ↑  “2021年度駅別旅客数”.   大阪モノレール. 2023年6月19日時点のオリジナルよりアーカイブ。2024年7月12日閲覧。
2. ↑  “2022年度　駅別旅客数”.   大阪モノレール. 2023年6月24日時点のオリジナルよりアーカイブ。2024年7月12日閲覧。

#### 大阪府統計年鑑
1. ↑  大阪府統計年鑑（平成19年） (PDF)
2. ↑  大阪府統計年鑑（平成20年） (PDF)
3. ↑  大阪府統計年鑑（平成21年） (PDF)
4. ↑  大阪府統計年鑑（平成22年） (PDF)
5. ↑  大阪府統計年鑑（平成23年） (PDF)
6. ↑  大阪府統計年鑑（平成24年） (PDF)
7. ↑  大阪府統計年鑑（平成25年） (PDF)
8. ↑  大阪府統計年鑑（平成26年） (PDF)
9. ↑  大阪府統計年鑑（平成27年） (PDF)
10. ↑  大阪府統計年鑑（平成28年） (PDF)
11. ↑  大阪府統計年鑑（平成29年） (PDF)
12. ↑  大阪府統計年鑑（平成30年） (PDF)
13. ↑  大阪府統計年鑑（令和元年） (PDF)
14. ↑  大阪府統計年鑑（令和2年） (PDF)
15. ↑  大阪府統計年鑑（令和3年） (PDF)
16. ↑  大阪府統計年鑑（令和4年） (PDF)
17. ↑  大阪府統計年鑑（令和5年） (PDF)

#### 茨木市統計書
1. 1 2 3 4 5  茨木市統計書 平成25年版（2013年版）PDF版  (PDF)
2. ↑  茨木市統計書 平成26年版（2014年版）PDF版  (PDF)
3. ↑  茨木市統計書 平成27年版（2015年版）PDF版  (PDF)
4. ↑  茨木市統計書 平成28年版（2016年版）PDF版  (PDF)
5. ↑  茨木市統計書 平成29年版（2017年版）PDF版  (PDF)
6. ↑  茨木市統計書 平成30年版（2018年版）PDF版  (PDF)
7. ↑  茨木市統計書 令和元年版（2019年版）PDF版  (PDF)
8. ↑  茨木市統計書 令和2年版（2020年版）PDF版  (PDF)
9. ↑  茨木市統計書 令和3年版（2021年版）PDF版 (PDF)
10. ↑  茨木市統計書 令和4年版（2022年版）PDF版 (PDF)
11. ↑  茨木市統計書 令和5年版（2023年版）PDF版 (PDF)